# Funkcja przynależności
Funkcja przynależności ({\displaystyle \mu }) - uogólniona postać funkcji charakterystycznej zbioru, określona na zbiorach rozmytych. W zbiorach klasycznych przyjmuje wartość 1, gdy element w pełni należy do zbioru albo 0, gdy nie należy wcale. W teorii zbiorów rozmytych element może należeć do zbioru w pewnym stopniu, więc funkcja przynależności może przyjmować wartości z całego przedziału jednostkowego [0,1].